# Aedes
Aedes este un gen de țânțari din familia Culicidae, cu un areal de răspândire inițială în zonele tropicale și subtropicale, dar datorită activităților umane au ajuns pe toate continentele, mai puțin Antarctica. Este cazul lui Aedes albopictus, țânțarul tigru asiatic (identificat și în România), o specie foarte invazivă, raspândită și în Lumea Nouă, inclusiv SUA, prin comerțul cu anvelope auto uzate. A fost descris pentru prima dată de către Meigen în 1818, numele provenind din greaca veche ἀηδής, aēdēs, "neplăcut" sau "odios". Anumite speci din genul Aedes transmit boli foarte grave: febra Dengue, febra galbenă și febra chikungunya. În Polinezia, specia Aedes polynesiensis este transmițătorul filariozei limfatice umane.

## Galerie

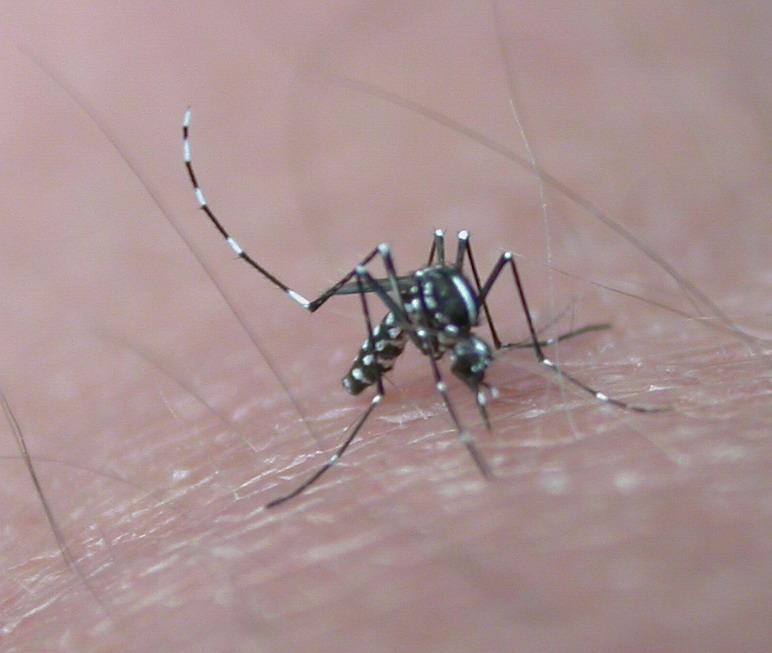
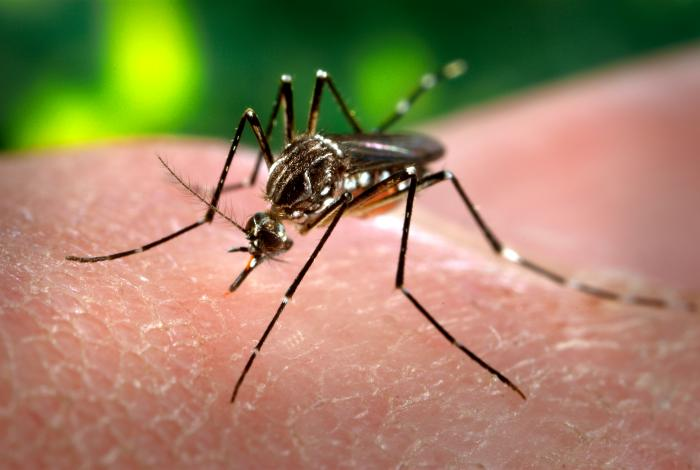
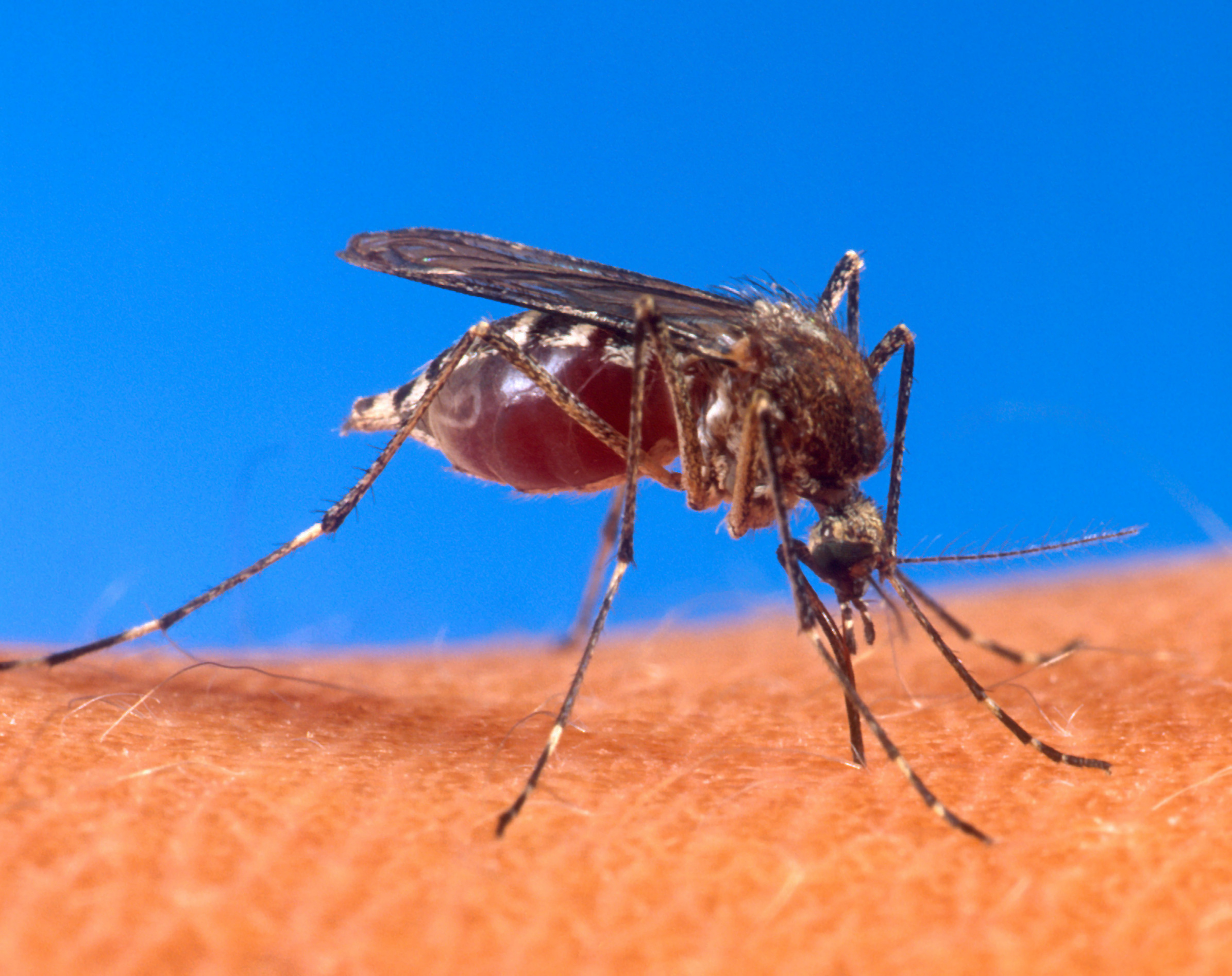
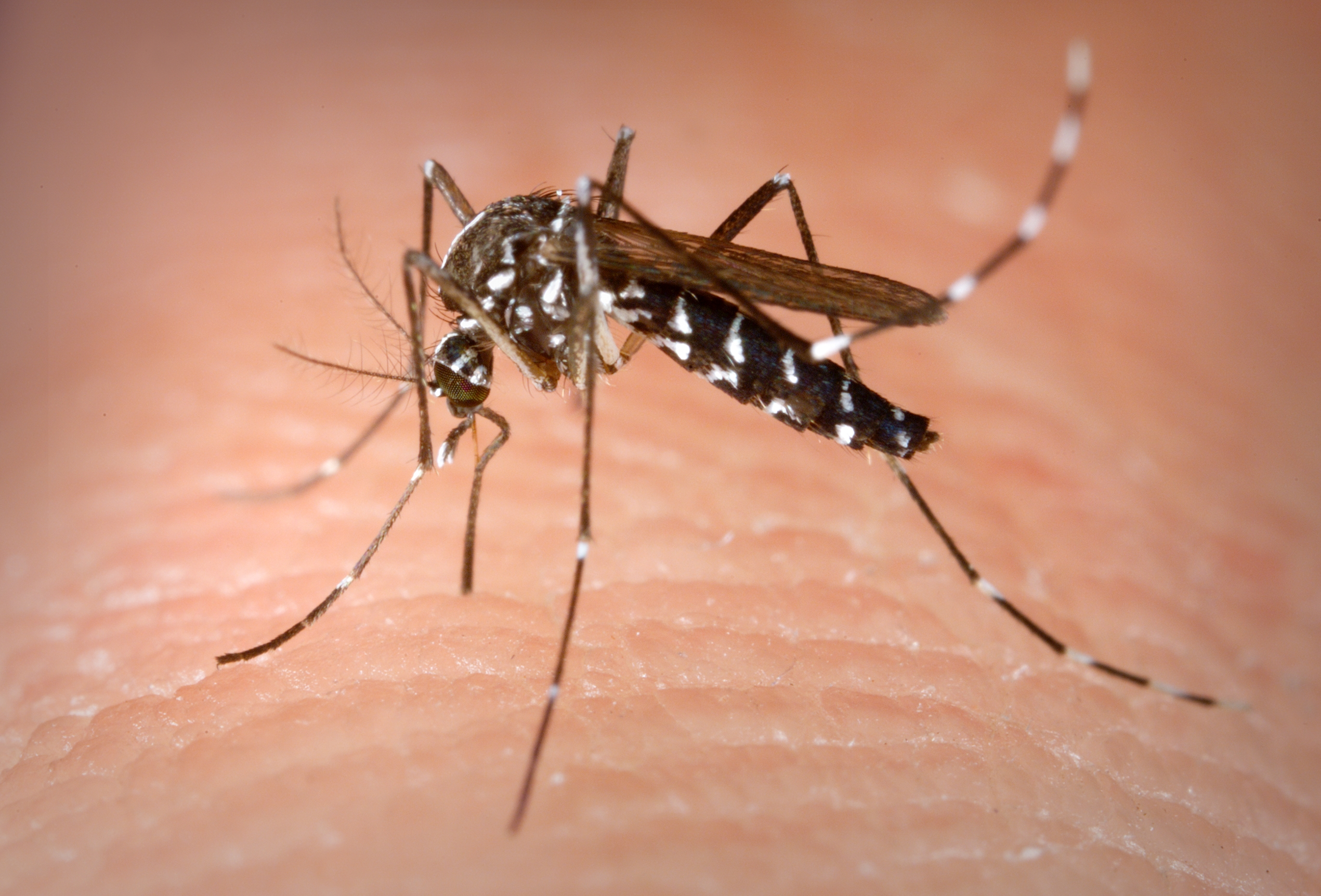

## Specii[1]
- Aedes abnormalis
- Aedes aboriginis
- Aedes abserratus
- Aedes aculeatus
- Aedes adami
- Aedes adenensis
- Aedes adersi
- Aedes aegypti
- Aedes aenigmaticus
- Aedes aerarius
- Aedes africanus
- Aedes agastyai
- Aedes agrihanensis
- Aedes aitkeni
- Aedes akkeshiensis
- Aedes albescens
- Aedes albicosta
- Aedes albifasciatus
- Aedes albilabris
- Aedes albineus
- Aedes albiradius
- Aedes alboannulatus
- Aedes alboapicus
- Aedes albocephalus
- Aedes albocinctus
- Aedes albodorsalis
- Aedes albolateralis
- Aedes albolineatus
- Aedes albomarginatus
- Aedes alboniveus
- Aedes albonotatus
- Aedes albopictus
- Aedes alboscutellatus
- Aedes albotaeniatus
- Aedes albothorax
- Aedes alboventralis
- Aedes alcasidi
- Aedes alektorovi
- Aedes alexandrei
- Aedes alius
- Aedes allotecnon
- Aedes alocasicola
- Aedes alongi
- Aedes aloponotum
- Aedes alorensis
- Aedes alternans
- Aedes alticola
- Aedes amabilis
- Aedes amaltheus
- Aedes amamiensis
- Aedes ambreensis
- Aedes amesii
- Aedes ananae
- Aedes andersoni
- Aedes andrewsi
- Aedes anggiensis
- Aedes angolae
- Aedes angustivittatus
- Aedes angustus
- Aedes annandalei
- Aedes annulipes
- Aedes annulirostris
- Aedes antipodeus
- Aedes aobae
- Aedes apicoannulatus
- Aedes apicoargenteus
- Aedes arabiensis
- Aedes arborealis
- Aedes arboricola
- Aedes argenteitarsis
- Aedes argenteopunctatus
- Aedes argenteoscutellatus
- Aedes argenteoventralis
- Aedes argyrites
- Aedes argyronotum
- Aedes argyrothorax
- Aedes ashworthi
- Aedes asiaticus
- Aedes assamensis
- Aedes atactavittatus
- Aedes atlanticus
- Aedes atropalpus
- Aedes aurantius
- Aedes auratus
- Aedes aureolineatus
- Aedes aureostriatus
- Aedes aureus
- Aedes auridorsum
- Aedes aurifer
- Aedes aurimargo
- Aedes aurites
- Aedes aurivittatus
- Aedes auronitens
- Aedes aurotaeniatus
- Aedes aurovenatus
- Aedes australiensis
- Aedes australis
- Aedes avistylus
- Aedes axitiosus
- Aedes bahamensis
- Aedes baisasi
- Aedes bambiotai
- Aedes bambusae
- Aedes bambusicola
- Aedes bananea
- Aedes bancoi
- Aedes bancroftianus
- Aedes banksi
- Aedes barnardi
- Aedes barraudi
- Aedes becki
- Aedes bedfordi
- Aedes behningi
- Aedes bejaranoi
- Aedes bekkui
- Aedes belleci
- Aedes bequaerti
- Aedes bergerardi
- Aedes berlandi
- Aedes berlini
- Aedes bertrami
- Aedes bevisi
- Aedes bicristatus
- Aedes bimaculatus
- Aedes biocellatus
- Aedes biskraensis
- Aedes blacklocki
- Aedes bogotanus
- Aedes boharti
- Aedes bolensis
- Aedes boneti
- Aedes bonneae
- Aedes bougainvillensis
- Aedes braziliensis
- Aedes breedensis
- Aedes brelandi
- Aedes brevis
- Aedes brevitibia
- Aedes brevivittatus
- Aedes britteni
- Aedes bromeliae
- Aedes brownscutumus
- Aedes brunhesi
- Aedes brygooi
- Aedes buenaventura
- Aedes burgeri
- Aedes burjaticus
- Aedes burnetti
- Aedes burnsi
- Aedes burpengaryensis
- Aedes busckii
- Aedes buxtoni
- Aedes bwamba
- Aedes caballus
- Aedes cacharanus
- Aedes cacozelus
- Aedes caecus
- Aedes calabyi
- Aedes calcariae
- Aedes calceatus
- Aedes caliginosus
- Aedes calumnior
- Aedes campana
- Aedes campestris
- Aedes camptorhynchus
- Aedes canadensis
- Aedes cancricomes
- Aedes candidoscutellum
- Aedes cantans
- Aedes cantator
- Aedes capensis
- Aedes carteri
- Aedes cartroni
- Aedes casali
- Aedes caspius
- Aedes cataphylla
- Aedes cavaticus
- Aedes celebicus
- Aedes centropunctatus
- Aedes chamboni
- Aedes chathamicus
- Aedes chaussieri
- Aedes chelli
- Aedes chemulpoensis
- Aedes chionodes
- Aedes chionotum
- Aedes christophersi
- Aedes chrysogaster
- Aedes chrysolineatus
- Aedes chrysoscuta
- Aedes chungi
- Aedes churchillensis
- Aedes cinereus
- Aedes circumluteolus
- Aedes clelandi
- Aedes clintoni
- Aedes clivis
- Aedes cogilli
- Aedes collessi
- Aedes coluzzii
- Aedes comitatus
- Aedes communis
- Aedes condolescens
- Aedes contiguus
- Aedes continentalis
- Aedes cooki
- Aedes cordellieri
- Aedes corneti
- Aedes coulangesi
- Aedes cozi
- Aedes cozumelensis
- Aedes craggi
- Aedes crassiforceps
- Aedes cretinus
- Aedes crinifer
- Aedes croceus
- Aedes crossi
- Aedes culiciformis
- Aedes culicinus
- Aedes cumminsii
- Aedes cunabulanus
- Aedes curtipes
- Aedes cyprioides
- Aedes cyprius
- Aedes daggyi
- Aedes dahuricus
- Aedes daisetsuzanus
- Aedes daitensis
- Aedes daliensis
- Aedes dalzieli
- Aedes daryi
- Aedes dasyorrhus
- Aedes davidi
- Aedes deboeri
- Aedes deccanus
- Aedes decticus
- Aedes deficiens
- Aedes demeilloni
- Aedes denderensis
- Aedes dendrophilus
- Aedes dentatus
- Aedes derooki
- Aedes deserticola
- Aedes desmotes
- Aedes detritus
- Aedes dialloi
- Aedes diantaeus
- Aedes diazi
- Aedes dissimilierodes
- Aedes dissimilis
- Aedes dmitryi
- Aedes dobodurus
- Aedes dobrotworskyi
- Aedes domesticus
- Aedes doonii
- Aedes dorsalis
- Aedes dorseyi
- Aedes downsi
- Aedes dufouri
- Aedes duplex
- Aedes dupreei
- Aedes durbanensis
- Aedes dybasi
- Aedes dzeta
- Aedes ealaensis
- Aedes eatoni
- Aedes ebogoensis
- Aedes echinus
- Aedes ecuadoriensis
- Aedes edgari
- Aedes edwardsi
- Aedes eidsvoldensis
- Aedes elchoensis
- Aedes eldridgei
- Aedes eleanorae
- Aedes ellinorae
- Aedes elsiae
- Aedes embuensis
- Aedes eritreae
- Aedes esoensis
- Aedes ethiopiensis
- Aedes eucephalaeus
- Aedes euedes
- Aedes euiris
- Aedes euplocamus
- Aedes excrucians
- Aedes explorator
- Aedes falabreguesi
- Aedes fascipalpis
- Aedes feegradei
- Aedes fengi
- Aedes ferinus
- Aedes fijiensis
- Aedes filicis
- Aedes fimbripes
- Aedes fitchii
- Aedes flavescens
- Aedes flavicollis
- Aedes flavifrons
- Aedes flavimargo
- Aedes flavipennis
- Aedes flavopictus
- Aedes fluviatilis
- Aedes fontenillei
- Aedes formosensis
- Aedes formosus
- Aedes fowleri
- Aedes franciscoi
- Aedes franclemonti
- Aedes fraseri
- Aedes freycinetiae
- Aedes fryeri
- Aedes fulgens
- Aedes fulvithorax
- Aedes fulvus
- Aedes fumidus
- Aedes furcifer
- Aedes fuscinervis
- Aedes fuscipalpis
- Aedes fuscitarsis
- Aedes futunae
- Aedes gabriel
- Aedes gaffigani
- Aedes gahnicola
- Aedes galindoi
- Aedes galloisi
- Aedes galloisiodes
- Aedes galloisioides
- Aedes ganapathi
- Aedes gandaensis
- Aedes gandarai
- Aedes gani
- Aedes gardnerii
- Aedes geminus
- Aedes geniculatus
- Aedes geoffroyi
- Aedes geoskusea
- Aedes gibbinsi
- Aedes gilcolladoi
- Aedes gilli
- Aedes gilliesi
- Aedes gombakensis
- Aedes gonguoensis
- Aedes gouldi
- Aedes grabhami
- Aedes gracilelineatus
- Aedes grahamii
- Aedes grantii
- Aedes grassei
- Aedes greenii
- Aedes grenieri
- Aedes gressitti
- Aedes grjebinei
- Aedes grossbecki
- Aedes guamensis
- Aedes guatemala
- Aedes gubernatoris
- Aedes guerrero
- Aedes gurneri
- Aedes gurneyi
- Aedes gutzevichi
- Aedes gyirongensis
- Aedes hakanssoni
- Aedes hakusanensis
- Aedes hancocki
- Aedes hansfordi
- Aedes harbachi
- Aedes harinasutai
- Aedes harperi
- Aedes harrisoni
- Aedes harveyi
- Aedes hastatus
- Aedes hatorii
- Aedes haworthi
- Aedes hebrideus
- Aedes heischi
- Aedes helenae
- Aedes hendersoni
- Aedes hensilli
- Aedes hesperonotius
- Aedes heteropus
- Aedes hexodontus
- Aedes hirsutus
- Aedes hodgkini
- Aedes hogsbackensis
- Aedes hoguei
- Aedes hokkaidensis
- Aedes hollandius
- Aedes hollingsheadi
- Aedes holocinctus
- Aedes homoeopus
- Aedes hoogstraali
- Aedes hopkinsi
- Aedes horotoi
- Aedes horrescens
- Aedes hortator
- Aedes huangae
- Aedes hui
- Aedes humeralis
- Aedes hungaricus
- Aedes hurlbuti
- Aedes ibis
- Aedes idahoensis
- Aedes idanus
- Aedes idjenensis
- Aedes imitator
- Aedes impatibilis
- Aedes imperfectus
- Aedes impiger
- Aedes implicatus
- Aedes impostor
- Aedes imprimens
- Aedes inaequalis
- Aedes incomptus
- Aedes increpitus
- Aedes indonesiae
- Aedes indosinensis
- Aedes inermis
- Aedes inexpectatus
- Aedes infirmatus
- Aedes ingrami
- Aedes inquinatus
- Aedes insolens
- Aedes insolitus
- Aedes intermedius
- Aedes interruptus
- Aedes intrudens
- Aedes ioliota
- Aedes irritans
- Aedes iwi
- Aedes iyengari
- Aedes jacobinae
- Aedes jamesi
- Aedes jamoti
- Aedes japonicus
- Aedes jorgi
- Aedes josephinae
- Aedes josiahae
- Aedes jugraensis
- Aedes juppi
- Aedes kabaenensis
- Aedes kabwachensis
- Aedes kanarensis
- Aedes kapretwae
- Aedes karooensis
- Aedes karwari
- Aedes kasachstanicus
- Aedes katherinensis
- Aedes keefei
- Aedes keniensis
- Aedes kennethi
- Aedes kenyae
- Aedes kesseli
- Aedes khazani
- Aedes kiangsiensis
- Aedes kivuensis
- Aedes kleini
- Aedes knabi
- Aedes knighti
- Aedes kochi
- Aedes kohkutensis
- Aedes kolhapuriensis
- Aedes kompi
- Aedes koreicoides
- Aedes koreicus
- Aedes krombeini
- Aedes krymmontanus
- Aedes kumbae
- Aedes kummi
- Aedes lacteus
- Aedes laffooni
- Aedes laguna
- Aedes lamberti
- Aedes lamborni
- Aedes lambrechti
- Aedes lamelliferus
- Aedes langata
- Aedes laniger
- Aedes laoagensis
- Aedes lasaensis
- Aedes lauriei
- Aedes ledgeri
- Aedes leei
- Aedes leesoni
- Aedes leonis
- Aedes lepchanus
- Aedes lepidonotus
- Aedes lepidus
- Aedes leptolabis
- Aedes lerozeboomi
- Aedes leucarthrius
- Aedes leucomelas
- Aedes leucomeres
- Aedes lewelleni
- Aedes lilii
- Aedes lineatopennis
- Aedes linesi
- Aedes litoreus
- Aedes littlechildi
- Aedes litwakae
- Aedes loi
- Aedes lokojoensis
- Aedes longifilamentus
- Aedes longiforceps
- Aedes longipalpis
- Aedes longirostris
- Aedes longiseta
- Aedes lophoventralis
- Aedes lorraineae
- Aedes lottei
- Aedes lowisii
- Aedes lucianus
- Aedes lunulatus
- Aedes luridus
- Aedes luteifemur
- Aedes luteocephalus
- Aedes luteolateralis
- Aedes luteostriatus
- Aedes luteus
- Aedes luzonensis
- Aedes macdougalli
- Aedes macfarlanei
- Aedes macintoshi
- Aedes mackerrasi
- Aedes macmillani
- Aedes madagascarensis
- Aedes maehleri
- Aedes maffi
- Aedes maffii
- Aedes malayensis
- Aedes malikuli
- Aedes mallochi
- Aedes mamoedjoensis
- Aedes mansouri
- Aedes mariae
- Aedes marinkellei
- Aedes marshallensis
- Aedes marshallii
- Aedes martineti
- Aedes martinezi
- Aedes mascarensis
- Aedes masculinus
- Aedes masoalensis
- Aedes masseyi
- Aedes mathesoni
- Aedes mathioti
- Aedes mattinglyi
- Aedes mattinglyorum
- Aedes maxgermaini
- Aedes mcdonaldi
- Aedes mcintoshi
- Aedes medialis
- Aedes mediolineatus
- Aedes mediopunctatus
- Aedes mediovittatus
- Aedes medleri
- Aedes mefouensis
- Aedes meirai
- Aedes melanimon
- Aedes melanopterus
- Aedes menoni
- Aedes meprai
- Aedes mercurator
- Aedes meronephada
- Aedes metallicus
- Aedes metoecopus
- Aedes michaelikati
- Aedes mickevichae
- Aedes micropterus
- Aedes microstictus
- Aedes mikrokopion
- Aedes milleri
- Aedes milsoni
- Aedes minutus
- Aedes mitchellae
- Aedes mixtus
- Aedes miyarai
- Aedes mjoebergi
- Aedes mohani
- Aedes moloiensis
- Aedes monetus
- Aedes monocellatus
- Aedes monotrichus
- Aedes montanus
- Aedes montchadskyi
- Aedes monticola
- Aedes moucheti
- Aedes mpusiensis
- Aedes mubiensis
- Aedes mucidus
- Aedes muelleri
- Aedes multiplex
- Aedes muroafeete
- Aedes mutilus
- Aedes mzooi
- Aedes natalensis
- Aedes nataliae
- Aedes natronius
- Aedes neoafricanus
- Aedes neogalloisi
- Aedes neogeorgianus
- Aedes neopandani
- Aedes nevadensis
- Aedes ngong
- Aedes nigerrimus
- Aedes nigricephalus
- Aedes nigrinus
- Aedes nigripes
- Aedes nigrithorax
- Aedes nigrocanus
- Aedes nigromaculis
- Aedes nigropterum
- Aedes nigrorhynchus
- Aedes nigrostriatus
- Aedes ningheensis
- Aedes niphadopsis
- Aedes nipponicus
- Aedes nippononiveus
- Aedes nishikawai
- Aedes nivalis
- Aedes niveoides
- Aedes niveoscutum
- Aedes niveus
- Aedes njombiensis
- Aedes nocturnus
- Aedes normanensis
- Aedes notoscriptus
- Aedes novalbitarsis
- Aedes novalbopictus
- Aedes novoniveus
- Aedes nubilus
- Aedes nummatus
- Aedes nyasae
- Aedes nyounae
- Aedes oakleyi
- Aedes obturbator
- Aedes occidentalis
- Aedes oceanicus
- Aedes ochraceus
- Aedes okinawanus
- Aedes oligopistus
- Aedes omorii
- Aedes opok
- Aedes orbitae
- Aedes oreophilus
- Aedes osornoi
- Aedes ostentatio
- Aedes ovazzai
- Aedes pachyurus
- Aedes pagei
- Aedes painei
- Aedes palauensis
- Aedes palawanicus
- Aedes pallens
- Aedes pallidostriatus
- Aedes palmarum
- Aedes palpalis
- Aedes pampangensis
- Aedes panchgangee
- Aedes pandani
- Aedes papago
- Aedes papuensis
- Aedes paradissimilis
- Aedes patersoni
- Aedes patriciae
- Aedes paullusi
- Aedes pecori
- Aedes pectinatus
- Aedes pecuniosus
- Aedes peipingensis
- Aedes pembaensis
- Aedes penghuensis
- Aedes pennai
- Aedes perditus
- Aedes periskelatus
- Aedes perkinsi
- Aedes pernotatus
- Aedes perplexus
- Aedes perryi
- Aedes pertinax
- Aedes perventor
- Aedes pexus
- Aedes phaecasiatus
- Aedes phaeonotus
- Aedes phillipi
- Aedes phoeniciae
- Aedes phyllolabis
- Aedes pillaii
- Aedes pingpaensis
- Aedes pionips
- Aedes pipersalatus
- Aedes plagosus
- Aedes platylepidus
- Aedes plumiferus
- Aedes podographicus
- Aedes pogonurus
- Aedes poicilius
- Aedes pollinctor
- Aedes polynesiensis
- Aedes portonovoensis
- Aedes postspiraculosus
- Aedes poweri
- Aedes procax
- Aedes prominens
- Aedes provocans
- Aedes pseudalbolineatus
- Aedes pseudalbopictus
- Aedes pseudoafricanus
- Aedes pseudodominicii
- Aedes pseudonigeria
- Aedes pseudoniveus
- Aedes pseudonormanensis
- Aedes pseudonummatus
- Aedes pseudoscutellaris
- Aedes pseudotaeniatus
- Aedes pseudotarsalis
- Aedes pubescens
- Aedes pulchrithorax
- Aedes pulchriventer
- Aedes pulcritarsis
- Aedes pullatus
- Aedes pulverulentus
- Aedes punctifemoris
- Aedes punctipes
- Aedes punctocostalis
- Aedes punctodes
- Aedes punctor
- Aedes punctothoracis
- Aedes purpuraceus
- Aedes purpureifemur
- Aedes purpureipes
- Aedes purpureus
- Aedes purpuriventris
- Aedes quadricinctus
- Aedes quadripunctis
- Aedes quadrivittatus
- Aedes quasiferinus
- Aedes quasirubithorax
- Aedes quasirusticus
- Aedes quasiscutellaris
- Aedes quasiunivittatus
- Aedes quinquelineatus
- Aedes ramachandrai
- Aedes ramirezi
- Aedes ratcliffei
- Aedes raymondi
- Aedes reali
- Aedes refiki
- Aedes reginae
- Aedes reinerti
- Aedes rempeli
- Aedes reubenae
- Aedes rhungkiangensis
- Aedes rhyacophilus
- Aedes rickenbachi
- Aedes rimandoi
- Aedes riparioides
- Aedes riparius
- Aedes riversi
- Aedes rizali
- Aedes roai
- Aedes robinsoni
- Aedes rossicus
- Aedes rotanus
- Aedes rotumae
- Aedes rubiginosus
- Aedes rubrithorax
- Aedes rupestris
- Aedes rusticus
- Aedes ruwenzori
- Aedes sagax
- Aedes saimedres
- Aedes saipanensis
- Aedes samoanus
- Aedes sampi
- Aedes sandrae
- Aedes sangitee
- Aedes sangiti
- Aedes saperoi
- Aedes sapiens
- Aedes sasai
- Aedes savoryi
- Aedes saxicola
- Aedes scanloni
- Aedes scapularis
- Aedes scatophagoides
- Aedes schicki
- Aedes schizopinax
- Aedes schlosseri
- Aedes schroederi
- Aedes schtakelbergi
- Aedes schwetzi
- Aedes scutellalbum
- Aedes scutellaris
- Aedes scutoscriptus
- Aedes seampi
- Aedes seatoi
- Aedes sedaensis
- Aedes segermanae
- Aedes semlikiensis
- Aedes senyavinensis
- Aedes seoulensis
- Aedes septemstriatus
- Aedes sergievi
- Aedes serratus
- Aedes sexlineatus
- Aedes seychellensis
- Aedes shannoni
- Aedes shehzadae
- Aedes sherki
- Aedes shintienensis
- Aedes shortti
- Aedes sibiricus
- Aedes sierrensis
- Aedes silvestris
- Aedes simanini
- Aedes simlensis
- Aedes simplex
- Aedes simpsoni
- Aedes simulans
- Aedes sinensis
- Aedes sinkiangensis
- Aedes sintoni
- Aedes smithburni
- Aedes soleatus
- Aedes sollicitans
- Aedes solomonis
- Aedes sorsogonensis
- Aedes spencerii
- Aedes spilotus
- Aedes spinosipes
- Aedes spinosus
- Aedes squamiger
- Aedes stanleyi
- Aedes stenei
- Aedes stenoetrus
- Aedes stenoscutus
- Aedes stevensoni
- Aedes sticticus
- Aedes stigmaticus
- Aedes stimulans
- Aedes stokesi
- Aedes stonei
- Aedes stoneorum
- Aedes stramineus
- Aedes strelitziae
- Aedes stricklandi
- Aedes subalbirostris
- Aedes subalbitarsis
- Aedes subalbopictus
- Aedes subargenteus
- Aedes subauridorsum
- Aedes subbasalis
- Aedes subdentatus
- Aedes subdiversus
- Aedes subniveus
- Aedes subtrichurus
- Aedes sudanensis
- Aedes suffusus
- Aedes sumidero
- Aedes surcoufi
- Aedes sureilensis
- Aedes sylvaticum
- Aedes sylvaticus
- Aedes synchytus
- Aedes syntheticus
- Aedes tabu
- Aedes taeniarostris
- Aedes taeniorhynchoides
- Aedes taeniorhynchus
- Aedes tahoensis
- Aedes taiwanus
- Aedes tarsalis
- Aedes tauffliebi
- Aedes taylori
- Aedes teesdalei
- Aedes tehuantepec
- Aedes terrens
- Aedes thailandensis
- Aedes thelcter
- Aedes theobaldi
- Aedes thibaulti
- Aedes thomsoni
- Aedes thorntoni
- Aedes thurmanae
- Aedes timorensis
- Aedes tiptoni
- Aedes togoi
- Aedes tongae
- Aedes tonkinensis
- Aedes tonkingi
- Aedes tonsus
- Aedes tormentor
- Aedes tortilis
- Aedes toxopeusi
- Aedes tremulus
- Aedes treubi
- Aedes tricholabis
- Aedes trichurus
- Aedes trimaculatus
- Aedes triseriatus
- Aedes trivittatus
- Aedes trukensis
- Aedes tsiliensis
- Aedes tubbutiensis
- Aedes tulagiensis
- Aedes tulliae
- Aedes turneri
- Aedes tutuilae
- Aedes unicinctus
- Aedes unilineatus
- Aedes upatensis
- Aedes upolensis
- Aedes usambara
- Aedes wadai
- Aedes w-albus
- Aedes valeryi
- Aedes walkeri
- Aedes wallacei
- Aedes vanemdeni
- Aedes vansomerenae
- Aedes vanus
- Aedes wardangensis
- Aedes wardi
- Aedes vargasi
- Aedes variepictus
- Aedes varipalpus
- Aedes varuae
- Aedes washinoi
- Aedes wasselli
- Aedes watasei
- Aedes watteni
- Aedes wattensis
- Aedes wauensis
- Aedes veeniae
- Aedes wellmanii
- Aedes wendyae
- Aedes ventrovittis
- Aedes versicolor
- Aedes vexans
- Aedes whartoni
- Aedes whitmorei
- Aedes vicarius
- Aedes wigglesworthi
- Aedes vigilax
- Aedes wilkersoni
- Aedes vinsoni
- Aedes vittatus
- Aedes vittiger
- Aedes woodi
- Aedes yaeyamensis
- Aedes yamadai
- Aedes yangambiensis
- Aedes yunnanensis
- Aedes yvonneae
- Aedes zammitii
- Aedes zavortinki
- Aedes zethus
- Aedes zoosophus